# آیلین هکارت
آیلین هکارت (انگلیسی: Eileen Heckart; ۲۹ مارس ۱۹۱۹ – ۳۱ دسامبر ۲۰۰۱) یک هنرپیشه اهل ایالات متحده آمریکا بود. وی بین سال‌های ۱۹۴۳ تا ۲۰۰۰ میلادی فعالیت می‌کرد.

## جوایز
- جایزه اسکار بهترین بازیگر نقش مکمل زن
- جایزه گلدن گلوب بهترین بازیگر نقش مکمل زن (۱۹۵۷)
- جایزه امی ساعات پربیننده بازیگر زن برجسته مهمان در یک سری کمدی (۱۹۹۵)

## فیلم‌شناسی
- ایستگاه اتوبوس (۱۹۵۶)
- بدذات (۱۹۵۶)
- پروانه‌ها آزادند (۱۹۷۲)
- اولین باشگاه همسران (۱۹۹۶)